# 木本藩
木本藩（このもとはん）は、江戸時代前期の短期間、越前国に存在した藩。藩庁は大野郡木本（現在の福井県大野市木本）に置かれた。1624年、松平忠直改易後の福井藩を弟の忠昌が継承した際、末弟の松平直良に2万5000石が与えられて成立したが、10年あまりで廃藩となった。

## 歴史

### 前史
木本は大野盆地南端に位置し、越前国と美濃国を結ぶ交通路にあたっている。式内社の高於磐座神社が鎮座するほか、中世には木本郷と呼ばれ（小山荘の一部）、清滝川上流には曹洞宗第二道場と位置付けられる宝慶寺も建立された。高於磐座神社背後の山には、中世に春日山城（木ノ本城）と呼ばれる山城が築かれた。
慶長5年（1600年）、関ヶ原の合戦後に越前国は徳川家康の二男・結城秀康に与えられた。北ノ庄藩（福井藩）の成立である。秀康の入封時、木本の地には加藤康寛（宗月。旧名：依田康勝）が5000石を給されて配置され、木本領家村に居を構えたという。後述の松平直政は春日山城を修築して居城としたとされるが、春日山城が修築されたのは加藤康寛の時ではないかとの指摘もある。
慶長12年（1607年）に秀康が死去し、松平忠直が家督を継承した。福井藩の記録「藩祖御事跡」によれば、元和2年（1616年）に忠直は三弟の松平直政に大野郡木本で1万石を分知し、波々伯部家繁（九兵衛）を付家老とした。『福井県の地名』や『角川日本地名大辞典』によれば、直政は春日山城を修築して居城とした。木本1万石の領主であった直政は約50人の家臣を抱えていたという。直政は、のちに幕府から上総国姉崎で1万石を与えられ（従来の1万石に加増したとされる）、姉崎藩主となる。
元和9年（1623年）、67万石の大名であった松平忠直は改易された。一時は北ノ庄藩を世子の仙千代（のちの松平光長）に継がせる方針があったとされるが、翌寛永元年（1624年）4月に仙千代は越後国高田藩に25万石で移され、これと入れ替わりで越後高田藩主であった忠直の次弟松平忠昌が北ノ庄藩に移り、52万5280石が与えられた。
忠直の旧領のうち、大野郡は忠直・忠昌の弟3人によって分割された。すなわち、寛永元年（1624年）6月には松平直政に5万石（大野藩）、松平直基に3万石（越前勝山藩）、松平直良に2万5000石（木本藩）が与えられ、それぞれ大名に列した。

### 松平直良領
松平直良は結城秀康の六男である。直良は生涯に実名をたびたび改めており、直良と名乗るのは晩年の延宝3年（1675年）である。木本藩主であった時代には初名の松平直久を一貫して名乗っているが、本項では直良で統一する。
上述の経緯で、寛永元年（1624年）6月に忠直の末弟・直良に2万5000石が与えられ、木本藩が成立した。陣屋は木本領家村に置かれたと見られ、春日山城に入ったとする見解もある。直良は、兄の忠昌の家臣であった津田九郎次郎・斎藤仁兵衛を家老として迎えている。
木本藩がどのような藩政を行ったかについては、史料などが断片的に残されているものの、はっきりとはわからない。17世紀後半の売買証文（売券）に「木本町」という表現が現れており、一定の町立てが行われたようである。領内の大野郡堂嶋村（大野市堂嶋）には金山（堂島金山）があった。
寛永12年（1635年）、越前勝山藩主であった兄の直基が大野藩へ移され、直良が越前勝山藩に加増の上で転封されて木本藩は廃藩となった。旧木本藩領2万5000石のうち、若猪野村（現在の勝山市若猪野）など5000石はそのまま直良の領地として残った（越前勝山藩の加増分となった）。
なお、直良は寛永21年（1644年）に直基が転出したあとの大野藩に移された。大野郡内で2度の移封を経験した直良は、延宝6年（1678年）に大野藩5万石の大名として生涯を閉じている。

## 歴代藩主
松平（越前）家
2万5,000石（親藩）
1. 直良

## 領地
『福井県史』は寛永期の所領として以下を挙げる。藩領の大部分は大野郡（56村、2万2000石余）にあった。
- 越前国
  - 大野郡のうち - 56村
  - 丹生郡のうち - 10村
  - 足羽郡のうち - 1村

## 備考
- 木本藩が短命に終わり、木本と福井藩松平家との関係も途絶えたため（木本藩廃藩後に木本領家村は一時福井藩預地や藩領となっていた時期もあるが、貞享3年（1686年）に福井藩領から離れる[16]）、江戸時代にはすでにこの藩のことがはっきりわからない状況になっていた。江戸時代の松平家の系図類には、本項の木本（このもと）を近江国木本（きのもと）と混同したものも見られる[16]。江戸時代後期に井上翼章が編纂した福井藩の編年資料『越藩史略』では木本藩の石高が1万石と記されている[16]。